# Haris Alexiou
Haris Alexiou (řecky: Χάρις Αλεξίου, vyslovováno: [ˌxaris aleksiu]), rodným jménem Hariklia Roupaka (řecky: Χαρίκλεια Ρουπάκα, výslovnost: [xaˌriklia ruˈpaka]) (* 27. prosince 1950 Théby) je řecká zpěvačka, která začala svou kariéru v roce 1972. Nahrála přes třicet sólových alb (první v roce 1975) a objevila se též na albech jiných hudebníků. Je třetím nejprodávanějším řeckým hudebním umělcem od roku 1970 (po Jorgosi Dalarasovi a Jannisovi Pariosovi). Osm jejích alb vydaných v letech 1977 až 2003 překonalo hranici 1,5 milionu prodaných kusů - je jedinou řeckou zpěvačkou, které se to podařilo. Zpívala na závěrečném ceremoniálu olympijských her v Aténách roku 2004. Fanoušky byla často nazývána zdrobnělinou "Haroula". Krom Řecka má také silnou fanouškovskou základnu v Turecku, odkud přišla do Řecka ve 20. letech její rodina, v rámci výměny obyvatelstva po podepsání Smlouvy z Lausanne. Několik písní nazpívala i v turečtině. V roce 2020 oznámila konec pěvecké kariéry, kvůli problémům s hlasivkami.

## Diskografie

#### Spolupráce
- 1972: Mikra Asia (s Apostolosem Kaldarasem a Jorgosem Dalarasem)
- 1973: Byzantinos Esperinos (s Apostolosem Kaldarasem a Jorgosem Dalarasem)
- 1974: Prodomenos Laos (by Mikisem Theodorakisem)
- 1974: Kalimera Ilie (by Manosem Loizosem)
- 1974: Gia Rembetes Kai Gia Filous (s Apostolosem Kaldarasem, Dimitrisem Kondolazosem a Kostasem Smokovitisem)
- 1974: Robinsones (s Apostolosem Kaldarasem a Jannisem Pariosem)
- 1974: Odos Aristotelous (s Giannisem Spanosem)

#### Sólové desky
- 1975: 12 Laika Tragoudia
- 1976: Haris Alexiou 2
- 1976: Laikes Kyriakes
- 1977: 24 Tragoudia
- 1979: Ta Tragoudia Tis Haroulas (with Manos Loizos)
- 1980: Ksimeronei
- 1981: Ta Tragoudia Tis Htesinis Meras (with Dimitra Galani)
- 1981: Ta Tragoudia Tis Yis Mou
- 1982: I Zoi Mou Kyklous Kanei
- 1983: Ta Tsilika
- 1984: Emfilios Erotas
- 1986: I Agapi Einai Zali (with Thanos Mikroutsikos)
- 1986: A Paris
- 1987: I Haris Alexiou Se Aprovlepta Tragoudia
- 1988: I Nihta Thelei Erota
- 1990: Krataei Hronia Afti I Kolonia
- 1990: I Diki Mas Nihta
- 1991: I Alexiou Tragoudaei Hatzi
- 1992: Di'Efhon
- 1994: Ei
- 1995: Odos Nefelis '88
- 1996: Gyrizontas Ton Kosmo
- 1997: Ena Fili Tou Kosmou
- 1997: Gyrizontas Ton Kosmo Kai Ena Fili Tou Kosmou
- 1998: To Paihnidi Tis Agapis
- 2000: Parakseno Fos
- 2000: Psythyri
- 2002: Cine Kerameikos
- 2003: Os Tin Akri Tou Ouranou Sou
- 2004: Anthologio
- 2006: Vissino Kai Nerantzi
- 2006: Gyrizontas Ton Kosmo Kai Ena Fili Tou Kosmou (Special Edition)
- 2007: Alexiou - Malamas - Ioannidis (Note: Certified Platinum by the IFPI).
- 2007: Afieroma Sto Mano Loizo
- 2009: I Agapi Tha Se Vri Opou Kai Na'sai
- 2012: Live Pallas 2012
- 2012: I Tripla
- 2014: Ta Oneira Ginontai Pali
- 2020: Ta Tragoudia Tis Xenitias